# Viatxaslau Hleb
Viatxaslau Hleb   (Minsk, 12 de febrer de 1983) és un exfutbolista belarús de la dècada de 2000.
Fou 45 cops internacional amb la selecció de Belarús. Pel que fa a clubs, defensà els colors de VfB Stuttgart II, Hamburger SV, MTZ-RIPO Minsk i Shanghai Shenhua. També jugà a Dinamo Minsk i FSV Frankfurt.
És germà del també futbolista Aliaksandr Pàulavitx Hleb.